# Tilly Rolston
Pour les articles homonymes, voir Rolston.
Tilly Jean Rolston (23 février 1887-12 octobre 1953) est une femme politique canadienne de la Colombie-Britannique. Elle est députée provinciale de la circonscription britanno-colombienne de Vancouver-Point Grey de 1941 à 1953. Initialement élue en tant que députée conservatrice, elle abandonne son parti pour se rallier aux créditistes de W.A.C. Bennett.
Elle est la seconde femme admise au cabinet en Colombie-Britannique et la première femme au Canada à avoir un portefeuille ministériel. En tant que ministre de l'Éducation, elle introduit une nouvelle méthode de financement des écoles qui deviendra la Rolston Formula. Elle joue également un rôle dans l'introduction d'un cours d'éducation sexuelle dans le programme scolaire.
Bien qu'elle est défaite en 1953 par le chef libéral Arthur Laing, elle conserve son ministère jusqu'à son décès des suites d'un cancer quatre mois plus tard.
Rolston est la grand-mère de Peter Rolston, député provincial néo-démocrate de Dewdney.